# Nomia darwinorum
Nomia darwinorum är en biart som beskrevs av Cockerell 1910. Nomia darwinorum ingår i släktet Nomia och familjen vägbin. Inga underarter finns listade i Catalogue of Life.